# Талоне (Кјети)
Талоне (итал. Talone) је насеље у Италији у округу Кјети, региону Абруцо.
Према процени из 2011. у насељу је живело 24 становника. Насеље се налази на надморској висини од 219 м.